# Hydrellia huttoni
Hydrellia huttoni är en tvåvingeart som beskrevs av Cresson 1948. Hydrellia huttoni ingår i släktet Hydrellia och familjen vattenflugor. Inga underarter finns listade i Catalogue of Life.